# Sięciaszka Trzecia
Sięciaszka Trzecia – wieś w Polsce położona w województwie lubelskim, w powiecie łukowskim, w gminie Łuków. 
Sięciaszka Trzecia powstała na przełomie XIX i XX wieku na gruntach starej wsi Sięciaszka. Jest wsią niesołecką, jednak nie należy do sąsiedniego sołectwa Sięciaszka Druga, lecz wchodzi w skład sołectwa Czerśl. Według Narodowego Spisu Powszechnego z roku 2011 wieś liczyła 54 mieszkańców.
W latach 1975–1998 miejscowość administracyjnie należała do województwa siedleckiego. 
Wierni Kościoła rzymskokatolickiego należą do parafii Podwyższenia Krzyża Świętego w Łukowie.